# Liga Deportiva Alajuelense
La Liga Deportiva Alajuelense (conosciuta semplicemente come "La Liga") è una società calcistica costaricana. La sua sede è l'Estadio Alejandro Morera Soto, i colori della squadra sono il rosso ed il nero.
Dalla fondazione della Liga Nacional de Fútbol (oggi Unafut) nel 1921, la Liga Deportiva Alajuelense si è consolidata attraverso gli anni come una delle squadre più consistenti nella storia del calcio costaricano. Con un palmarès di 30 campionati nazionali e 19 sottotitoli, il periodico La Nación dichiarò la Liga come la miglior squadra del secolo anteriore.
La squadra rosso-nera è stata fondata il 18 giugno 1919, e ha realizzando vari tour internazionali, giocando partite con squadre storiche, come il Boca Juniors ed il River Plate, oppure contro il Genoa nel 1950.
La storia della Alajuelense a livello nazionale conta 30 Campionati costaricani e 2 Champions League. In questo club sono passate giocatori importanti del calcio nazionale, come Salvador Soto Buroy, Juan Ulloa, Errol Daniels, Juan José Gámez, ed uno dei migliori calciatore della storia del calcio costaricano, il "mago del balón" (mago del pallone), Alejandro Morera Soto.

## Il calcio in Alajuela
Plaza Iglesias fu il centro del calcio nella città di Alajuela negli albori del XX secolo. Nel 1910 si formò la prima squadra chiamata "Elettra" e la prima partita formale che si giocò in Alajuela fu in Plaza del Llano l'8 dicembre 1910.
L'"Elettra" affrontò la squadra josefina "Oriente", con vittoria dell'"Elettra" ottenendo medaglie da parte di Don Ricardo Jiménez Oreamuno.
Nel 1912 appare un'altra squadra, il Juan Rafael Mora.
L'antecedente più immediato all'apparizione della Liga Deportiva Alajuelense lo costituì la squadra "Once de Abril" che si formò l'11 aprile 1914. Sette giocatori di questa squadra darebbero vita, anni più tardi all'istituzione liguista.

## Storia
La Liga Deportiva Alajuelense (L.D.A.) è stata istituita il 18 giugno 1919, da sette militanti della squadra "Once de Abril".
La storia del calcio in Costa Rica non può scriversi senza la partecipazione dell'Istituzione alajuelense, che ha l'appoggio e il sostegno di una buona fetta della popolazione del paese.
L'Alajuelense fu parte delle 7 squadre che costituirono la Liga Nacional de Fútbol nel 1921, con le squadre di La Libertad, Sociedad Gimnástica Española, Club Sport Herediano, Club Sport Cartaginés, Club Sport La Unión de Tres Ríos, e la Sociedad Gimnástica Limonense.
Il Club registra 24 Campionati Nazionali nei seguenti anni: 1928, 1939, 1941, 1945, 1949, 1950, 1958, 1959, 1960, 1966, 1970, 1971, 1980, 1983, 1984, 1991, 1992, 1996, 1997, 2000, 2001, 2002, 2003 e 2005.
Inoltre somma 17 Subcampeonatos Nazionali: 1930, 1938, 1944, 1952, 1957, 1962, 1965, 1967, 1969, 1972, 1985, 1986, 1989, 1994, 1995, 1998, 1999.
In ambito internazionale il Club ha imposto marche importanti come essere la prima squadra costaricana ad ottenere il titolo della CONCACAF Champions League (1986), essere il primo Club dell'America Centrale a competere nella Coppa Merconorte nel 2000, evento sotto l'egida della Confederación Sudamericana de Fútbol (CONMEBOL).
Negli anni novanta e nei principi del secolo XXI, la L.D.A si conferma come il club di calcio più importante in Costa Rica, raggiunge il titolo nazionale in quattro opportunità (1991-1992-1996-1997) collocandosi sempre nell'élite del calcio nazionale, inoltre guadagnò il Torneo de Grandes de Centroamérica nel 1995.
Dalla stagione 1999-2000 riesce le gesta di quattro Campionati Nazionali in forma consecutiva (1999-2000, 2000-2001, 2001-2002, 2002-2003).
In ambito internazionale riuscì in una partecipazione di successo che portò nei titoli dell'Unión Centroamericana de Fútbol (UNCAF 2002) e la Copa de Campeones de la Confederación de Fútbol (CONCACAF Champions' Cup 2004).
La L.D.A. ha fornito la squadra base della nazionale maggiore che si qualificò al Mondiale 2002 in Corea e Giappone, apportando inoltre la base della Selezione U-23 che si qualificò per i Giochi Olimpici di Atene 2004.

## Estadio Morera Soto
La Catedral del fútbol de Costa Rica (La cattedrale del calcio della Costa Rica). Così è chiamato lo stadio della Liga Deportiva Alajuelense che porta il nome di Alejandro Morera Soto, battezzato così nel 1961, come riconoscimento per la sua carriera sportiva.
Lo stadio, di proprietà del Club, è situato in Llano de Alajuela.
Il Morera Soto non è solo la casa della squadra Alajuelense, ma viene usato anche dalla nazionale della Costa Rica per le partite ufficiali e amichevoli.
Le dimensioni del terreno di gioco sono di 105 metri di lunghezza e 74 metri di larghezza, e la capacità totale è di 17895 spettatori.

## Rosa 2020-2021
| N. |                       | Ruolo | Calciatore             |
| -- | --------------------- | ----- | ---------------------- |
| 2  | Costa Rica (bandiera) | D     | Josué Meneses          |
| 3  | Costa Rica (bandiera) | D     | Fernán Faerrón         |
| 5  | Costa Rica (bandiera) | D     | Yurguin Román          |
| 6  | Costa Rica (bandiera) | D     | José Salvatierra       |
| 7  | Costa Rica (bandiera) | A     | Jurguens Montenegro    |
| 8  | Costa Rica (bandiera) | C     | José Miguel Cubero     |
| 9  | Costa Rica (bandiera) | A     | Jonathan Moya          |
| 10 | Costa Rica (bandiera) | A     | Bryan Ruiz             |
| 11 | Honduras (bandiera)   | C     | Alexander López        |
| 12 | Costa Rica (bandiera) | D     | Ian Smith              |
| 15 | Costa Rica (bandiera) | D     | Júnior Díaz (capitano) |
| 16 | Costa Rica (bandiera) | A     | Alonso Martínez        |

| N. |                       | Ruolo | Calciatore         |
| -- | --------------------- | ----- | ------------------ |
| 18 | Costa Rica (bandiera) | P     | Mauricio Vargas    |
| 21 | Costa Rica (bandiera) | C     | Dylan Flores       |
| 22 | Costa Rica (bandiera) | C     | Barlon Sequeira    |
| 23 | Costa Rica (bandiera) | P     | Leonel Moreira     |
| 24 | Costa Rica (bandiera) | A     | Álvaro Saborío     |
| 25 | Costa Rica (bandiera) | C     | Rashir Parkins     |
| 26 | Costa Rica (bandiera) | C     | Bernald Alfaro     |
| 27 | Costa Rica (bandiera) | C     | Carlos Mora        |
| 28 | Costa Rica (bandiera) | C     | Brandon Aguilera   |
| 36 | Argentina (bandiera)  | D     | Facundo Zabala     |
| 37 | Costa Rica (bandiera) | D     | Giancarlo González |

## Rosa 2018-2019
| N. |                       | Ruolo | Calciatore        |
| -- | --------------------- | ----- | ----------------- |
| 1  | Costa Rica (bandiera) | P     | Patrick Pemberton |
| 2  | Costa Rica (bandiera) | D     | Elías Palma       |
| 3  | Costa Rica (bandiera) | D     | Porfirio López    |
| 4  | Costa Rica (bandiera) | C     | Kenner Gutiérrez  |
| 6  | Costa Rica (bandiera) | C     | José Salvatierra  |
| 8  | Costa Rica (bandiera) | A     | Armando Alonso    |
| 9  | Honduras (bandiera)   | A     | Jerry Palacios    |
| 10 | Costa Rica (bandiera) | C     | Álvaro Sánchez    |
| 11 | Costa Rica (bandiera) | A     | Alejandro Aguilar |
| 12 | Costa Rica (bandiera) | D     | Johnny Acosta     |
| 13 | Costa Rica (bandiera) | C     | Luis Miguel Valle |
| 14 | Costa Rica (bandiera) | D     | Jean Carlo Agüero |
| 15 | Costa Rica (bandiera) | D     | Steve Garita      |
| 16 | Costa Rica (bandiera) | C     | Allen Guevara     |

| N. |                       | Ruolo | Calciatore           |
| -- | --------------------- | ----- | -------------------- |
| 17 | Costa Rica (bandiera) | D     | Kevin Sancho         |
| 18 | Costa Rica (bandiera) | P     | Alfonso Quesada      |
| 19 | Costa Rica (bandiera) | A     | Jonathan McDonald    |
| 21 | Costa Rica (bandiera) | A     | José Guillermo Ortiz |
| 22 | Costa Rica (bandiera) | C     | Rónald Matarrita     |
| 23 | Costa Rica (bandiera) | P     | Dexter Lewis         |
| 24 | Costa Rica (bandiera) | D     | Ariel Soto           |
| 26 | Costa Rica (bandiera) | C     | Ariel Rodríguez      |
| 27 | Costa Rica (bandiera) | A     | Johan Venegas        |
| 28 | Costa Rica (bandiera) | C     | Juan Gabriel Guzmán  |
| 30 | Honduras (bandiera)   | C     | Ramon Nuñez          |
| 31 | Costa Rica (bandiera) | C     | Osvaldo Rodríguez    |
|    | Costa Rica (bandiera) | A     | Marco Ureña          |

## Palmarès

### Competizioni nazionali
- Campionato costaricano: 30

1928, 1939, 1941, 1945, 1949, 1950, 1958, 1959, 1960, 1966, 1970, 1971, 1980, 1983, 1984, 1991, 1992, 1995-1996, 1996-1997, 1999-2000, 2000-2001, 2001-2002, 2002-2003, 2004-2005, Invierno 2010-2011, Verano 2010-2011, Invierno 2011-2012, Invierno 2012-2013, Invierno 2013-2014, Apertura 2020
- Coppa della Costa Rica: 9

1926, 1928, 1937, 1941, 1944, 1948, 1949, 1974, 1977
- Supercoppa della Costa Rica: 3

1967, 2012, 2025

### Competizioni internazionali
- CONCACAF Champions' Cup: 2

1986, 2004
- Copa Interclubes UNCAF: 3

1996, 2002, 2005
- CONCACAF League: 1

2020
- CONCACAF Central American Cup: 2

2023, 2024

### Altri piazzamenti
- Campionato costaricano:

Secondo posto: 1929
- CONCACAF Champions' Cup/Champions League:

Finalista: 1971, 1992, 1999
- Coppa Interamericana:

Finalista: 1986
- Copa Interclubes UNCAF:

Secondo posto: 1999, 2000
- CONCACAF League:

Finalista: 2022